# Infanta Eulalia a Spaniei
Infanta Eulalia a Spaniei (n. 12 februarie 1864, Madrid, Noua Castilie⁠(d), Spania – d. 8 martie 1958, Irún, Comunitatea Autonomă a Țării Basce, Spania) a fost infantă a Spaniei cunoscută pentru cărțile ei controversate.

## Arbore genealogic
1. ↑  Union List of Artist Names, 2 decembrie 2002, accesat în 21 mai 2021
2. ↑  Autoritatea BnF, accesat în 10 octombrie 2015